# Charpey
 Charpey  là một xã thuộc tỉnh Drôme trong vùng Auvergne-Rhône-Alpes đông nam nước Pháp. Xã Charpey nằm ở khu vực có độ cao từ 209-408 mét trên mực nước biển.